# Santi Gucci
Pour les articles homonymes, voir Gucci (homonymie).
Santi Gucci (vers 1530-1600) était un architecte et sculpteur italien travaillant dans la Petite-Pologne.